# Racates
Els racates (en llatí rhacatae, en grec antic Ῥακάται) eren una tribu germànica esmentada per Claudi Ptolemeu. Diu que ocupaven, junt amb els teracàtries (Teracatriae) el país que es trobava al sud dels quades a la frontera de Pannònia, però no se'n sap res més.